# راجيندرا بهاتيا
راجيندرا بهاتيا (بالإنجليزية: Rajendra Bhatia)‏ هو رياضياتي هندي، ولد في 1952.